# 蘭斯戰役 (1359—1360年)
蘭斯戰役（英語：Reims Campaign）是英法百年戰爭第一階段最後一場主要戰役。當時法蘭西的臨時政府因為拒絕倫敦條約的條款，導致英王愛德華三世再度發動軍事行動。1359年10月8日，愛德華在加萊登陸，並直接朝蘭斯進軍，希望在那裡加冕為法蘭西國王。市民激烈的反抗瓦解了英王的野心，愛德華只好繼續深入勃艮地地區，然後轉向攻打巴黎。在攻擊首都失敗後，他決定進行和談。1360年5月8日，雙方在沙特爾附近的村庄簽訂布勒丁尼條約。這個條約內容對法蘭西而言比倫敦條約更能接受，在同年10月9日在加萊由英王愛德華三世和法王約翰二世公告實行。該條約後愛德華三世放棄宣稱法蘭西王位，做為交換法蘭西割讓阿基坦及其他領土給英格蘭王國。

## 背景
1356年9月19日，法軍在普瓦捷戰役戰敗，法王約翰二世被俘虜，隨同黑太子返回英格蘭，成為英王愛德華三世的階下囚。
1359年3月，英王和仍在囚禁中的法王達成協議，簽訂倫敦條約。將普瓦圖、加斯科涅、加萊、吉訥、蓬蒂厄等大片領土割讓給英格蘭；支付4百萬金幣做為法王和其他被俘貴族的贖金。同時英王放棄法蘭西王位繼承權，以及羅亞爾河北邊原本屬於英王先祖的省分。這個條約被法蘭西攝政王查理與三級會議否決，因此愛德華再度準備發動戰爭。
長期和弗蘭德伯爵對立的法蘭德斯人與伯爵路易二世關係改善，廢除與英格蘭的同盟關係，並將英格蘭商人驅逐到布拉班特。另一方面，羅伯特·諾勒斯爵士及其他在法蘭西領土上作亂的自由傭兵團的領袖自願接受愛德華的指揮，大量的外國領主與騎士們湧入加萊為英王服務。為了滿足他們，英王派遣蘭開斯特公爵格羅斯蒙特的亨利帶領他們發動劫掠行動。

## 遠征
愛德華三世為遠征進行徵兵並備妥所需物資，在10月28日從桑威治出航，同日抵達加萊。沒從劫掠行動獲得利益的冒險著嚷著要薪酬，但愛德華告訴他們他沒東西可以給，但若他們願意加入英軍，可以從接下來的戰役中得到戰利品分成。愛德華經由阿圖瓦與康布雷前往蘭斯，他想在該處加冕為法王，在11月30日發動圍城。法蘭西攝政沒有對愛德華發動攻擊，但是蘭斯城防禦穩固，英軍又遭到惡劣天候與不良的駐紮地影響，在1360年1月11日放棄圍城。愛德華轉而深入勃艮地並攻陷通內爾，士兵在該城休息並暢飲三千桶紅酒。休息數天後，他帶兵移動到公國邊界並在2月19日紮營，駐留到四旬期期間。
3月10日，勃艮第公爵菲利普一世用20萬金幣買通愛德華，愛德華前往巴黎，在蒙雷里與沙特爾之間紮營，並在阿爾帕容旁聖日耳曼城堡留宿。愛德華沒有成功刺激攝政王查理出戰，便在4月6日朝羅亞爾河前進，打算讓部隊到布列塔尼休養，下半年再發動攻勢。
另一方面，3月15日，一支諾曼艦隊出現在溫奇爾西，帶領大批部隊進行掠奪，好不容易才將他們趕回船上。現在攝政王查理不得不再次請求談和，英格蘭方面由黑太子愛德華作為主要代表進行商議，法蘭西由監察人以法蘭西攝政暨諾曼第公爵查理之名草擬條文。布勒丁尼條約就在1360年5月8日於沙特爾附近的村庄布勒丁尼簽訂。

## 結果
根據布勒丁尼條約的條文，整個古阿基坦省以及加萊、吉訥、蓬蒂厄皆割讓給愛德華，愛德華放棄法蘭西王位繼承權、羅亞爾河北部的省份，以及弗蘭德伯國的附庸權。布列塔尼公國的繼承問題被留置，爭奪繼承權的兩個家族在競爭時不得侵犯條約內容。法王約翰二世的贖金定為三百萬枚金幣，四個月內支付6000枚，並交還俘虜，法王便會被釋放。
愛德華來到沙特爾大教堂感謝主恩後，在翁弗勒爾登船，於5月18日抵達萊伊。10月9日，愛德華再度乘船來到加萊。10月24日，經過一些調整後，在聖尼古拉教堂正式公告施行布勒丁尼條約，接收款項與俘虜，並釋放約翰二世，使他重回法蘭西王座。愛德華在11月初返回英格蘭並在伍德斯托克城堡度過聖誕節。

## 資料來源
- Rymer, Thomas (composer). Hardy, Sir Thomas Duffus , 编.  I. Public Record Office. 1869: 404, 406, 411.
- Hunt, William. . Stephen, Leslie  (编).  17. London: Smith, Elder & Co: 58. 1889.

- 本条目包含来自公有领域出版物的文本: Tout, Thomas Frederick. . Chisholm, Hugh  (编).  8 (第11版). London: Cambridge University Press: 995. 1911.
- 本條目是從已進入公有領域的出版品所整合而來：Hunt, William. . Stephen, Leslie  (编).  17. London: Smith, Elder & Co: 62–63. 1889.  endnote
  - Polain, Matheu-Lambert (编). . Académie Impériale. (archive.org
  - Walsingham Rolls Ser.